# بنو تاحت (یمن)
 بنو تاحت  نام روستایی است در عزلهٔ (ناجیة الجبلی)، از توابع استان صَعده در کشور یمن در شبه جزیره عربستان. 
جمعیت آن ۷۹۳ نفر (۱۷ خانوار) می‌باشد.